# 谷田 (ふじみ野市)
谷田（やた）は、埼玉県ふじみ野市の町名。現行行政地名は谷田一丁目から谷田二丁目。住居表示実施済み区域。郵便番号は356-0024。

## 地理
ふじみ野市の東部の低地（荒川低地）に位置する。北から時計回りに中福岡、福岡新田、水宮、仲と隣接する。一部農地もあるが、主に住宅地として利用されている。

## 歴史
- 2005年（平成17年）10月1日　- 入間郡大井町と合併してふじみ野市になり、ふじみ野市の町丁となる。

## 世帯数と人口
2022年（令和4年）8月1日現在の世帯数と人口は以下の通りである。
| 町丁       | 世帯数  | 人口  |
| ---------- | ------- | ----- |
| 谷田一丁目 | 39世帯  | 120人 |
| 谷田二丁目 | 186世帯 | 430人 |
| 計         | 225世帯 | 550人 |

## 小・中学校の学区
市立小・中学校に通う場合、学区（校区）は以下の通りとなる。
| 丁目 | 小学校                     | 中学校                   |
| ---- | -------------------------- | ------------------------ |
| 全域 | ふじみ野市立さぎの森小学校 | ふじみ野市立花の木中学校 |

## 交通

### 鉄道
地内に鉄道は敷設されていない。

### 道路
地内に国道、および主要地方道・一般県道は通っていない。

## 施設
地内はほぼ宅地で占められており、特筆に値する施設はない。
- 三社公園
  - 福岡新田自治会館
  - 福岡新田稲荷